# تريمينة نوكوهيفية
تريمينة نوكوهيفية (الاسم العلمي: Trimenia nukuhivensis) هي نوع نباتي يتبع جنس التريمينة من فصيلة التريمينية.